# IPSA powered by PSI
IPSA powered by PSI — профессиональная международная выставка промоиндустрии, посвященная продуктам и решениям в сфере продвижения бренда и корпоративной идентичности.

## Тематика
Ключевые направления и разделы IPSA:
- Рекламно-сувенирная и промопродукция
- Полиграфия и широкоформатная печать
- Брендированная одежда и аксессуары
- Офисные аксессуары
- Корпоративные подарки и упаковка
- Оборудование, материалы и технологии для производства рекламы
- Оформление точек продаж

## Общая информация
Традиционно IPSA проходит дважды в год — в марте и в сентябре в Международном выставочном центре Крокус Экспо, Москва. Первая выставка состоялась в 2002 году. IPSA — это деловая платформа для встречи российских и зарубежных производителей и поставщиков рекламной и сувенирной продукции и профессионалов по маркетингу, представителей рекламных агентств, агентств по организации мероприятий, дистрибьюторов и ретейла.
За 2017 год выставки IPSA посетили 7009 профессионалов индустрии.
Организатором IPSA и PSI является международный выставочный организатор Reed Exhibitions — часть глобальной группы RELX.

## Страны-участницы 2014—2017
- Беларусь
- Германия
- Индия
- Италия
- Китай
- Литва
- Нидерланды
- Пакистан
- Польша
- Португалия
- Россия
- США
- Турция
- Финляндия
- Швейцария
- Швеция

## Поддержка
Международная выставка промоиндустрии IPSA powered by PSI проходит при поддержке крупнейшей европейской выставки промоиндустрии — PSI (Дюссельдорф, Германия).
Ключевые российские профессиональные ассоциации:
- Ассоциация коммуникационных агентств России (АКАР)[5]
- Национальная ассоциация рекламно-сувенирной индустрии (НАРСИ)
- Международная ассоциация презентационной продукции (МАПП)[6]

Иностранные профессиональные ассоциации:
- Asociación Internacional de Fabricantes y Vendedores de Artículos de Regalo Publicitario y Promocional (FYVAR), Испания
- Polska Izba Artykułów Promocyjnych (PIAP)[7], Польша
- Итало-российская торговая палата (ИРТП)[8]